# Hồ Trọng Tuấn
Hồ Trọng Tuấn (sinh năm 1973) là nhạc sĩ, đại tá Quân đội nhân dân Việt Nam. Ông hiện đang là Hiệu trưởng Đại học Văn hóa Nghệ thuật Quân đội, Phó chủ tịch Hội Âm nhạc Hà Nội, Hội viên hội Nhạc sĩ Việt Nam.
Ông được biết đến qua nhiều ca khúc, nổi bật là Quê Chung, Khát vọng hùng cường, Đi theo tiếng gọi Bác Hồ, Đất thiêng, Tây Bắc thả chiều vào tranh (Quán quân Sao Mai 2017), Lung linh sắc màu đêm hội Thành Tuyên (bài hát chủ đề của Lễ hội Thành Tuyên hàng năm).

## Tiểu sử
Hồ Trọng Tuấn sinh ra tại Quỳnh Lưu, tỉnh Nghệ An. Sau đó, ông đã trải qua thời thơ ấu ở Quảng Bình và Đà Nẵng trước khi chuyển đến Hà Nội năm 13 tuổi để học về âm nhạc phương Tây.
Năm 1985, ông trúng tuyển vào Trường Đại học Văn hoá Nghệ thuật Quân đội (Trường Nghệ thuật Quân đội) ở Quân khu 5. Ông đã hoàn thành chương trình đào tạo trung cấp chuyên ngành biểu diễn nhạc cụ violon và organ, cũng như chương trình cao đẳng và đại học chuyên ngành sáng tác và đạo diễn tại Đại học Văn hóa Nghệ thuật Quân đội. Ông cũng có bằng cao học ngành Quản lý văn hóa từ Học viện Quản lý Giáo dục.
Trong thời gian công tác tại Đại học Văn hóa Nghệ thuật Quân đội, ông đã đảm nhiệm nhiều vị trí khác nhau, từ trợ giảng, giảng viên đến các vị trí quản lý như trưởng ban biểu diễn, phó giám đốc và giám đốc Nhà hát Nghệ thuật Thực hành, phó hiệu trưởng.
Cuối năm 2023, ông được bổ nhiệm làm hiệu trưởng trường Đại học Văn hóa Nghệ thuật Quân đội, kế nhiệm đại tá, NGƯT, nhạc sĩ Nguyễn Xuân Thủy.

## Giải thưởng
- Nhạc sĩ đạt hiệu quả nghệ thuật cao tại Liên hoan Ca múa Nhạc chuyên nhiệp toàn quốc đợt II năm 2012.[21]
- Nhạc sĩ xuất sắc – Hội diễn ca múa nhạc toàn quân năm 2014.
- Nhạc sĩ Hồ Trọng Tuấn đã được Hội Nhạc sĩ Việt Nam trao giải thưởng trong bốn năm liên tiếp (2016-2019), 2 giải A trong năm 2023.[22]
- Giải thưởng của Bộ Quốc phòng vào nam 2009, 2014 và 2019[1][23].
- Giải thưởng của Ban Tuyên Giáo Trung Ương vào các năm 2014, 2018 và năm 2020.
- Giải thưởng bài hát Việt năm 2005.
- Giải nhì cuộc vận động sáng tác "tình đoàn kết Việt – lào – Campuchia" năm 2018 .
- Trên 30 tác phẩm (ca khúc, hợp xướng, nhạc múa) đạt huy chương vàng, bạc tại các kỳ hội diễn, liên hoan nghệ thuật chuyên nghiệp trong và ngoài Quân đội.[1][24] Ngoài ra ông còn đạt được giải thưởng nhạc sĩ xuất sắc hội diễn nghệ thuật chuyên nghiệp toàn quốc năm 2013, Hội diễn nghệ thuật chuyên nghiệp toàn quân năm 2014.[25]